# 루이자비아로마
루이자비아로마(LUISAVIAROMA)는 럭셔리 패션 편집샵이다. 이탈리아 피렌체에 본사 사무실과 매장이 있다.

## 역사
1930년 프랑스 여인 Luisa Jaquin (루이자 자퀸)은 피렌체 Via Roma에 작은 모자 가계를 개장했다. 그리고 그녀는 남편과 함께 모자 이외에도 옷을 생산하기 시작하며 사업을 확장시켰다. 그들의 사업에 손자인 Aandrea Panconesi (안드레아 판코네지)가 참여하게 된다. 그는 파리에서 바잉 업무를 수행하며 활발한 비즈니스를 진행하였다. 경영자로 성장한 Aandrea Panconesi (안드레아 판코네지)는 1968년 프랑스에서 만난 Takada Kenzō (다카다 겐조)의 브랜드 '겐조'를 유럽에 처음으로 론칭했고 피렌체 Via Roma 19/21r에 위치한 Luisaviaroma를 명품 편집매장으로 확장시켰다. 본 매장은  2008년 건축가 Claudio Nardi (클라우디오 나르디)에 의해 환경 보존의 개념을 적용하여 리모델링되었다. 매장 내부에는 현대적인 디자인과 함께 대형 스크린을 설치하였고 퓨전 레스토랑이 있다. 2008년 피렌체 Via Silvio Pellico에 두 번째 매장을 개장했다.

## 홈페이지 개설
2000년 공식 웹사이트 LUISAVIAROMA.COM가 개설된다. 럭셔리 패션 온라인 편집샵인 루이자비아로마 공식 웹사이트에서는 탑 브랜드와 신인 디자이너의 베스트 컬렉션과 익스클루시브 컬렉션을 만날 수 있다. 2004년에는 글로벌화를 진행하며 영문 사이트를 구축하였다. 현재 공식 사이트는 글로벌 고객을 위해 이탈리아어, 독일어, 중국어, 러시아어, 프랑스어, 스페인어, 일본어, 한국어 등의 다국어 서비스를 제공한다. 루이자비아로마 공식 사이트의 모든 업무는 이탈리아 피렌체 Via Varchi에 위치하는 본사에서 진행된다.

## 이벤트
2000년 초기에는 노키아, 피아트, 푸마, 아디다스, 미쏘니, 라코스트, 리바이스, 팀 (TIM), 코카 콜라 등의 기업과 함께 컨셉 스토어를 개설하며 수 많은 이벤트를 진행했다. 이러한 이벤트는 Luisaviaroma가 글로벌 고객과 함께 공유할 수 있는 공간을 제공하고 고객에게 새로운 개념의 쇼핑을 경험할 수 있는 즐거움을 선사했다.
LUISAVIAROMA.COM 온라인 판매 10년 후, 공식 사이트 구축 10주년을 기념하기 위하여 “FIRENZE  4EVER…IT’S  MAGIC” 이벤트를 진행했다. 이 행사에서는 전세계에서 온 40명의 패션 블로거들이 “Style Labs”을 진행하며 자신들의 개성있는 스타일을 창조했다. FIRENZE4EVER 이벤트는 2010년에서부터 2017년까지 매년 2회를 진행하며 각 시즌마다 유행을 선도하는 중요한 위치를 했다.
2018년에 LuisaViaRoma는 공익 사업을 위해 UNICEF Italia와 함께 Porto Cervo (포르토 체르보)에서 UNICEF Summer Gala 이벤트를 진행했다. 2018년 11월에는 뉴욕에서 팝업스토어 Spring Studios를 진행했다. 2019년 2월에는 런던에서 Naked Heart Foundation와 함께 불우아동들을 위한 스페셜 행사인 ""Fabulous Fund Fair - Dolce Vita Night""를 진행했다. LuisaViaRoma는 2019년 6월 13일, 이탈리아 피렌체 미켈란젤로 광장 (Piazzale Michelangelo)에서 세계적인 패션 매거진 파리 ‘보그’에서 편집장으로 활약한 카린 로이필드(Carine Roitfeld)가 창간한 CR Fashion Book과 CR Studio의 제 1회 CR Runway 패션쇼를 진행했다. 이 행사는 LuisaViaRoma의 창립 90주년을 기념하는 기회이기도 했다. 약 3천 5백명의 관객이 참석한 패션쇼는 90년대를 테마로 하여 2019년 가을/겨울 여성, 남성 컬렉션을 선보였다. J 발빈, 헤론 프레스톤, 레니 크래비츠, 버질 아블로 등의 유명인들이 참석하였고 지지 하디드, 벨라 하디드, 비토리아 세레티 등 세계적인 모델들이 유명 브랜드를 소개하며 행사를 더욱 의미있게 했다. 패션쇼에서 소개되었던 일부의 컬렉션은 CR Runway 미니 사이트에서 구매 가능하다.

## 배송
주문된 모든 상품은 이탈리아 피렌체 본사 창고에서 발송된다.